# Willy Stahl
Wilhelm „Willy“ Stahl (* 10. April 1903 in Neustadt im Schwarzwald; † 6. Oktober 1989 in Titisee) war ein deutscher Politiker (DDP, DemP, FDP/DVP).

## Leben und Beruf
Nach dem Abitur absolvierte Stahl eine kaufmännische Ausbildung bei den Holzzellstoff- und Papierfabriken in Neustadt im Schwarzwald. Er arbeitete zunächst als Angestellter und war von 1925 bis 1927 als Buchhalter in der Papierindustrie tätig. Seit 1935 hatte er eine Tätigkeit als Buchhalter beim Schwarzwald-Hotel in Titisee inne. Von 1939 bis 1945 nahm er als Soldat am Zweiten Weltkrieg teil und wurde als Sanitätsoffizier eingesetzt. Von 1960 bis 1973 fungierte er als Präsident des Bundes Heimat- und Volksleben.
Am 6. Oktober 1989 verstarb Willy Stahl im Alter von 86 Jahren in Titisee.

## Partei
Stahl hatte sich 1918 der Liberalen Badischen Volkspartei, dem badischen Landesverband der DDP, angeschlossen und bekleidete während der Zeit der Weimarer Republik verschiedene Funktionen. Unter anderem war er bis 1930 Vorsitzender des Landesverbandes der Badischen Jungdemokraten. Als Parteisekretär fungierte er von 1927 bis 1933 als Landesgeschäftsführer der DDP in Baden. Gleichzeitig wirkte er als Mitarbeiter des Reichsfinanzministers Hermann Dietrich.
Stahl beteiligte sich 1946 an der Gründung der Demokratischen Partei in Süd- und Mittelbaden, aus der später der baden-württembergische FDP-Landesverband hervorging. Er war zunächst Kreisvorsitzender und wurde im Oktober 1947 zum stellvertretenden Landesvorsitzenden der FDP/DVP Südbaden gewählt. Von 1960 bis 1978 war er Landesvorsitzender der südbadischen Liberalen.
Unterlagen über Stahls Tätigkeit für die FDP finden sich in seinem Nachlass im Archiv des Liberalismus der Friedrich-Naumann-Stiftung für die Freiheit in Gummersbach.

## Abgeordneter
Stahl war von 1947 bis 1952 Landtagsabgeordneter in Baden. Außerdem gehörte er dem Deutschen Bundestag seit dessen erster Wahl von 1949 bis 1961 an. 1949 war er über die Landesliste Baden, 1953 und 1957 über die Landesliste Baden-Württemberg ins Parlament eingezogen.

## Öffentliche Ämter
Stahl amtierte von 1946 bis 1968 als Bürgermeister der Gemeinde Titisee.